# Jacobus Albertus Bruwer
Jacobus Albertus Bruwer (* 1915; † 1971) war ein südafrikanischer Astronom und Entdecker von vier Asteroiden.
Der am 24. September 1960 entdeckte Asteroid des äußeren Hauptgürtels ist nach ihm und der am 3. September 1950 entdeckte Asteroid des mittleren Hauptgürtels (1607) Mavis nach seiner Frau benannt.

## Entdeckte Asteroiden
| Asteroid       | Asteroidentyp                              | Entdeckungsdatum | Provisorische Bezeichnung(en)                                                    |
| -------------- | ------------------------------------------ | ---------------- | -------------------------------------------------------------------------------- |
| (1658) Innes   | Mittlerer Asteroidengürtel (Innes-Familie) | 13. Juli 1953    | 1953 NA; 1940 GB; 1948 EM; 1949 QA; 1953 OF; 1953 PN; 1957 OE                    |
| (1660) Wood    | Innerer Asteroidengürtel                   | 7. April 1953    | 1953 GA; 1931 KL; 1933 YC; 1951 RD1; 1955 VQ                                     |
| (1794) Finsen  | Äußerer Asteroidengürtel                   | 7. April 1970    | 1970 GA; 1937 JR; 1948 GK; 1950 TJ; 1950 TS2; 1951 XL; 1951 YJ; 1962 WX; 1965 MC |
| (3284) Niebuhr | Mittlerer Asteroidengürtel                 | 13. Juli 1953    | 1953 NB; 1981 WC1; 1986 YV                                                       |